# 希爾斯伯勒派恩斯 (佛羅里達州)
希爾斯伯勒派恩斯（英語：Hillsboro Pines）是位於美國佛羅里達州布勞沃德縣的一個人口普查指定地區。

## 地理
希爾斯伯勒派恩斯的座標為26°19′36″N 80°11′47″W / 26.32667°N 80.19639°W，而該地最高點為海拔高度5米（即16英尺）。

## 人口
根據2010年美國人口普查的數據，希爾斯伯勒派恩斯的面積為0.60平方千米，當中陸地面積為0.60平方千米，而水域面積為0.00平方千米。當地共有人口446人，而人口密度為每平方千米743人。